# Niphoparmena leleupi
Niphoparmena leleupi är en skalbaggsart som beskrevs av Stefan von Breuning 1960. Niphoparmena leleupi ingår i släktet Niphoparmena och familjen långhorningar. Inga underarter finns listade i Catalogue of Life.